# Erik Jan Hanussen
Erik Jan Hanussen, vlastním jménem Herschel (Hermann) Chajm Steinschneider (2. června 1889, Ottakring – 25. března 1933, Berlín) byl rakouský varietní umělec a jasnovidec s československým občanstvím, kterému se staly osudnými jeho těsné kontakty s vedoucími představiteli německého nacismu. Jeho životní příběh byl literárně zpracován a stal se námětem několika filmů.

## Život
Hanussenův otec Siegfried Steinschneider (1858–1910), syn představitele prostějovské židovské obce, se stal obchodním cestujícím a členem kočovné herecké společnosti, matka Antonie Julie Kohnová z Vídně zemřela, když bylo jejich synovi 10 let. Ten ve 13 letech opustil školu a utekl z domova, obživu nacházel ve varietním a cirkusovém prostředí, stále více se zabýval problematikou magie, hypnózy, fakírství, telepatie a okultismu, během války jako voják rakouské armády také proutkařením. K věhlasu v oblasti jasnovidectví přispěl osvobozující rozsudek litoměřického soudu z roku 1930, který se zabýval údajnými podvody spáchanými Hanussenem na důvěřivých občanech. Od roku 1930 se v Berlíně stále více věnoval podpoře nacistů a jako zámožný umělec a vydavatel časopisů se účastnil i společenského života nacistických špiček, scházel se údajně i s Hitlerem (není doloženo). Pořádal večírky na luxusní jachtě a v Berlíně vybudoval „Palác okultismu“. Pod jménem Erik Jan Hanussen se prezentoval jako potomek dánských předků, jeho protivníci ale vypátrali a zveřejnili fakta o jeho židovském původu.
Poté, co byl 23. března 1933 zatčen komandem SA, byly Hanussenovy tělesné pozůstatky nalezeny až 8. dubna 1933 a policejní pátrání bylo předčasně ukončeno. Jedním z motivů usmrcení Hanussena je skutečnost, že ve svých věštbách předvídal požár Říšského sněmu. Z pozůstalosti zmizely směnky vystavené některými členy SA, zůstaly jen jeho dluhy ve výši 150 000 marek.
Kromě periodik vydal Hanussen i několik publikací o svém životě a o tématech, jimiž se ve svém životě zabýval.